# Iridopsis panopla
Iridopsis panopla is een vlinder uit de familie van de spanners (Geometridae). De wetenschappelijke naam van de soort is voor het eerst geldig gepubliceerd in 1932 door de Engelse entomoloog Louis Beethoven Prout. De soort werd aangetroffen van in Peru en Bolivia; het type-exemplaar was afkomstig uit La Oroya in Peru.